# Ochotona
Ochotona é um gênero de mamíferos da família Ochotonidae. Na nomenclatura vernácula são chamados de pikas, lebres-assobiadoras, lágomis e coneys.

## Taxonomia
O gênero Ochotona foi dividido em três subgêneros com base em análises moleculares: Pika, incluindo as espécies do norte, Ochotona, as espécies das estepes, e Conothoa, as espécies das montanhas. Em 2009, um novo estudo molecular demonstrou que O. pusilla não pertencia ao subgênero Ochotona. Em 2014, foi proposto oficialmente a criação de um quarto subgênero, o Lagotona, para a espécie O. pusilla.
O Mammals Species of the World, em 2005, incluiu 30 espécies no gênero. Em 2007, O. scorodumovi Skalon, 1935 foi reconhecido como uma espécie distinta de O. alpina, entretanto, em 2008, o nome da espécie foi corrigido para O. mantschurica Thomas, 1909, devido a prioridade na descrição. Em 2012, dois táxons descritos com base na variação fenotípica da pelagem, O. gaoligongensis Wang, Gong & Duan, 1988 e O. nigritia Gong, Y.-x. Wang, Z.-h. Li & S.-q. Li, 2000, foram reavaliados e incluídos como sinônimos de O. forresti Thomas, 1923. Em 2014, uma nova reavaliação considerou O. muliensis Pen & Feng, 1962 sinônimo de O. gloveri Thomas, 1922, e O. himalayana Feng, 1973 sinônimo de O. roylei Ogilby, 1839, e também considerou o nome O. huangensis Matschie, 1908 sinônimo de O. dauurica Pallas, 1776, passando a usar O. syrinx Thomas, 1911 para o táxon em questão. A revisão das espécies do gênero ocorrida em 2014, considerou a existência de 78 espécies.

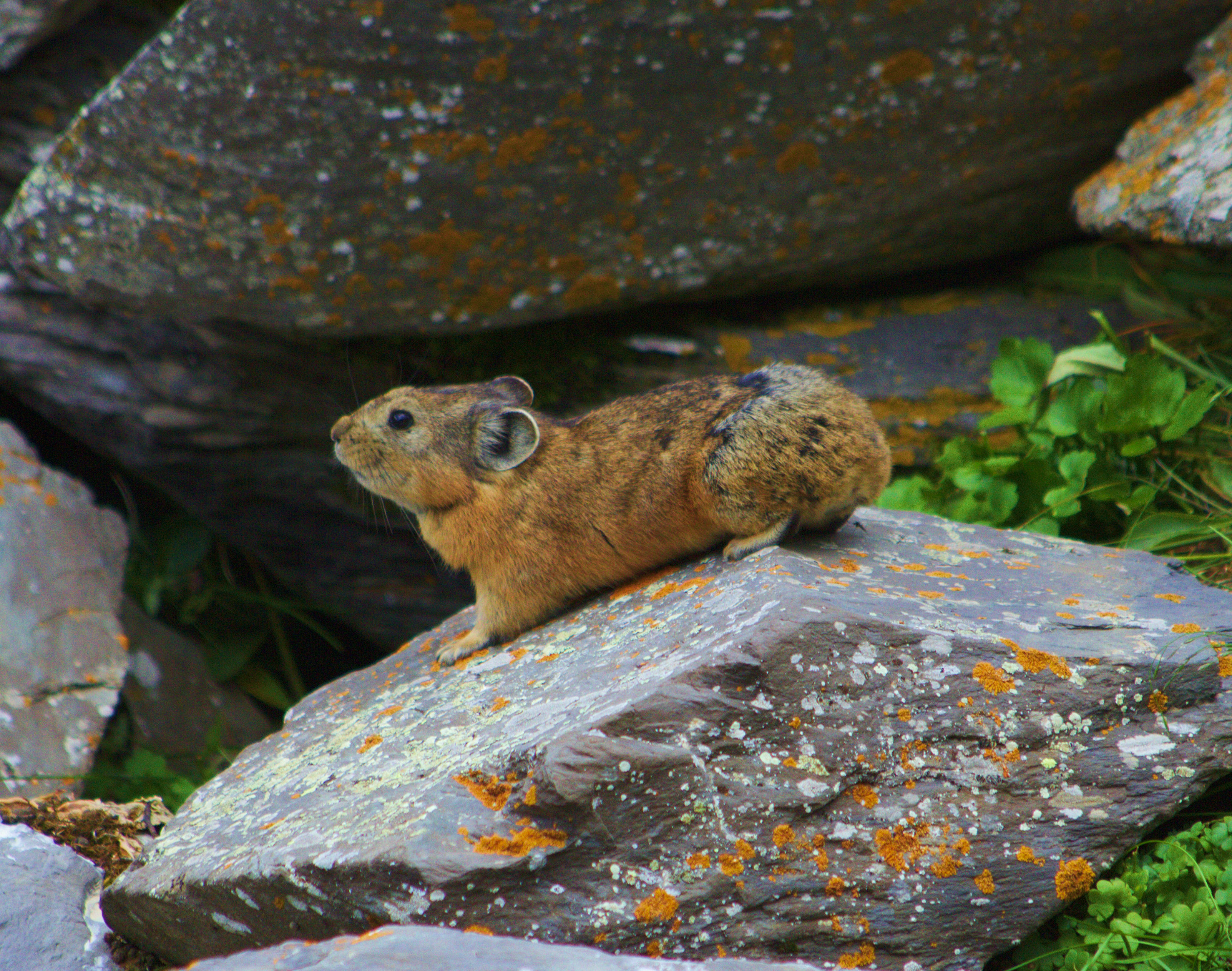
Ochotona alpina.

Sistemática do gênero Ochotona Link, 1785:
- Subgênero Pika Lacépède, 1799
  - Ochotona alpina (Pallas, 1773)
  - Ochotona argentata Howell, 1928
  - Ochotona collaris (Nelson, 1893)
  - Ochotona coreana Allen & Andrew, 1913
  - Ochotona hoffmanni Formosov, Yakhontov & Dimitriev, 1996
  - Ochotona hyperborea (Pallas, 1811)
  - Ochotona mantschurica Thomas, 1909
  - Ochotona pallasi (Gray, 1867)
  - Ochotona princeps (Richardson, 1828)
  - Ochotona turuchanensis Naumov, 1934
- Subgênero Lagotona Kretzoi, 1941
  - Ochotona pusilla (Pallas, 1769)
- Subgênero Ochotona Link, 1785
  - Ochotona cansus Lyon, 1907
  - Ochotona curzoniae (Hodgson, 1858)
  - Ochotona dauurica (Pallas, 1776)
  - Ochotona nubrica Thomas, 1922
  - Ochotona rufescens (Gray, 1842)
  - Ochotona syrinx Thomas, 1911
  - Ochotona thibetana (Milne-Edwards, 1871)
  - Ochotona thomasi Argyropulo, 1948
- Subgênero Conothoa Lyon, 1904
  - Ochotona erythrotis (Büchner, 1890)
  - Ochotona forresti Thomas, 1923
  - Ochotona gloveri Thomas, 1922
  - Ochotona iliensis Li & Ma, 1986
  - Ochotona koslowi (Büchner, 1894)
  - Ochotona ladacensis (Günther, 1875)
  - Ochotona macrotis (Günther, 1875)
  - Ochotona roylei (Ogilby, 1839)
  - Ochotona rutila (Severtzov, 1873)